# Гамбург (Арканзас)
Гамбург (англ. Hamburg) — місто (англ. city) в США, в окрузі Ешлі штату Арканзас, адміністративний центр округу. Населення — 2536 осіб (2020).

## Географія
Гамбург розташований на висоті 49 метрів над рівнем моря за координатами 33°13′30″ пн. ш. 91°47′51″ зх. д. / 33.22500° пн. ш. 91.79750° зх. д. (33.224995, -91.797390). За даними Бюро перепису населення США в 2010 році місто мало площу 8,83 км², уся площа — суходіл.

## Культура
У Гамбурзі проходить фестиваль Armadillo Festival, який проводиться в перші вихідні травня з 1970 року.
У квітні 1855 року місцева рабиня Еббі Гай подала в суд на її свободу, і в Гамбурзі відбувся суд. Журі з дванадцяти білих чоловіків ухвалило рішення на її користь і звільнило її, але Верховний суд Арканзасу скасував рішення. Потім було проведено ще два суди присяжних, і врешті її звільнили.

## Демографія
Згідно з переписом 2010 року, у місті мешкало 2857 осіб у 1096 домогосподарствах у складі 777 родин. Густота населення становила 324 особи/км². Було 1203 помешкання (136/км²).
Расовий склад населення:
| - 58,2 % — білих - 30,1 % — чорних або афроамериканців - 0,7 % — корінних американців - 0,1 % — азіатів - 9,6 % — осіб інших рас |

До двох чи більше рас належало 1,3 %. Іспаномовні складали 13,6 % від усіх жителів.
За віковим діапазоном населення розподілялося таким чином: 27,2 % — особи молодші 18 років, 58,4 % — особи у віці 18—64 років, 14,4 % — особи у віці 65 років та старші. Медіана віку мешканця становила 37,0 року. На 100 осіб жіночої статі у місті припадало 91,6 чоловіка; на 100 жінок у віці від 18 років та старших — 87,1 чоловіка також старших 18 років.
Середній дохід на одне домашнє господарство становив 43 188 доларів США (медіана — 30 563), а середній дохід на одну сім'ю — 49 443 долари (медіана — 37 083). Медіана доходів становила 35 000 доларів для чоловіків та 37 321 долар для жінок. За межею бідності перебувало 31,0 % осіб, у тому числі 34,6 % дітей у віці до 18 років та 10,1 % осіб у віці 65 років та старших.
Цивільне працевлаштоване населення становило 943 особи. Основні галузі зайнятості: освіта, охорона здоров'я та соціальна допомога — 23,5 %, сільське господарство, лісництво, риболовля — 15,6 %, будівництво — 15,5 %.
За даними перепису населення 2008 в Гамбурзі проживала 2721 особа, 802 родини, налічувалося 1158 домашніх господарств і 1264 житлових будинків. Середня густота населення становила близько 309 осіб на один квадратний кілометр. Расовий склад Гамбурга за даними перепису розподілився таким чином: 60,32 % білих, 33,63 % — чорних або афроамериканців, 0,36 % — корінних американців, 0,13 % — азіатів, 0,1 % — вихідців з тихоокеанських островів, 1,84 % — представників змішаних рас, 3,62 % — інших народів. Іспаномовні склали 6,55 % від усіх жителів міста.
Серед 1158 домашніх господарств в 33,6 % — виховували дітей віком до 18 років, 49,7 % були подружніми парами, які спільно проживали, в 16 % сімей жінки проживали без чоловіків, 30,7 % не мали сімей. 27,7 % від загального числа сімей на момент перепису жили самостійно, при цьому 15,1 % склали самотні літні люди у віці 65 років та старше. Середній розмір домашнього господарства склав 2,55 особи, а середній розмір родини — 3,12 особи.
Населення міста за віковим діапазоном за даними перепису 2000 року розподілилося таким чином: 27,9 % — жителі молодше 18 років, 7,9 % — між 18 і 24 роками, 26,5 % — від 25 до 44 років, 20,4 % — від 45 до 64 років і 17,3 % — у віці 65 років та старше. Середній вік мешканця склав 37 років. На кожні 100 жінок в Гамбурзі припадало 89,9 чоловіка, у віці від 18 років та старше — 84,4 чоловіка також старше 18 років.
Середній дохід на одне домашнє господарство в місті склав 26 189 доларів США, а середній дохід на одну сім'ю — 36 875 доларів. При цьому чоловіки мали середній дохід в 28 696 доларів США на рік проти 20 750 доларів середньорічного доходу у жінок. Дохід на душу населення в місті склав 14 599 доларів на рік. 20,8 % від усього числа сімей в окрузі і 25,2 % від усієї чисельності населення перебувало на момент перепису населення за межею бідності, при цьому 35,1 % з них були молодші 18 років і 19,9 % — у віці 65 років та старше.

## Відомі уродженці та мешканці
- Скотті Піппен — баскетболіст, легкий форвард, шестиразовий чемпіон НБА (1991—1993, 1996—1998) у складі «Чикаго Буллз», дворазовий олімпійський чемпіон.